# Coma Alta
La Coma Alta és una coma a cavall dels termes municipals de Sant Quirze Safaja, al Moianès, i de Sant Martí de Centelles, de la comarca d'Osona. És en el sector central-septentrional del terme, a l'esquerra del torrent de l'Espluga, al nord de la Collada i al sud-oest del Collet del Marçó. És a l'extrem de llevant del Bosc de Bernils.